# Hollow Creek
Hollow Creek är en ort i Jefferson County, Kentucky, USA. År 2000 hade orten 815 invånare. Den har enligt United States Census Bureau en area på 0,6 km², allt är land.